# Arepa

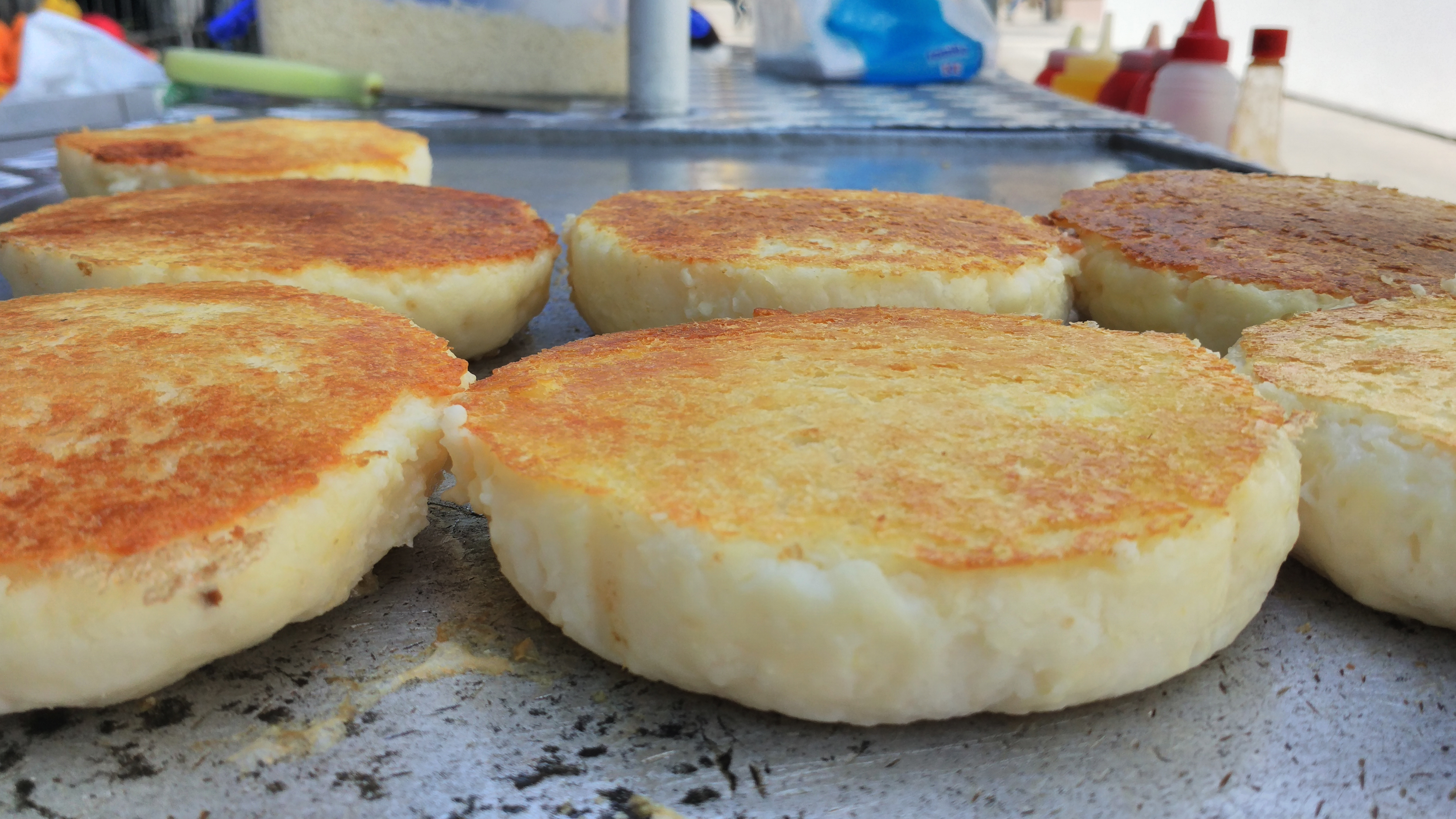
Arepas dans une rue de Carthagène.

L'arepa est un pain de maïs de couleur blanche ou jaune. Elle peut être garnie notamment de jambon, de fromage, de viande, de haricots ou d'œufs. 
Initialement, l'arepa était connue pour être une spécialité culinaire bolivienne, colombienne et vénézuélienne. Du fait des échanges migratoires, elle est également populaire aux Îles Canaries et à Miami. Néanmoins, le mot arepa provient du mot erepa, qui veut dire « maïs » dans le dialecte des Cumanagotos (tribu vénézuélienne originaire de Cumaná). Sa forme est similaire à celle des pupusas et gorditas de l'Amérique centrale et du Mexique. 

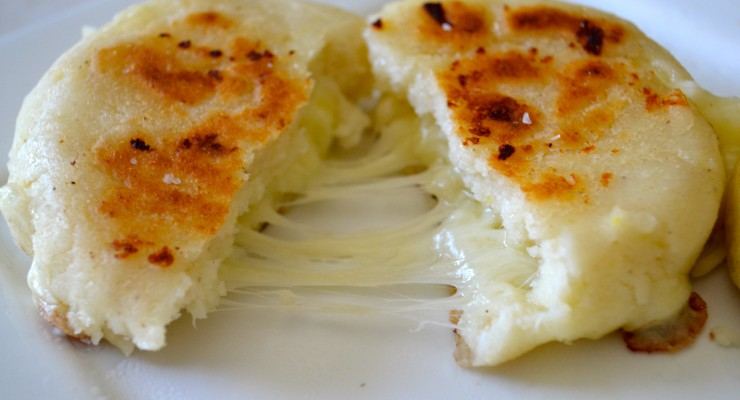
arepa remplie de fromage

L'arepa, traditionnellement faite à base de maïs travaillé à la main, est confectionnée très simplement avec de l'eau depuis l’invention de la farine de maïs précuite (invention brevetée par l'entreprise alimentaire Polar). Il y a plusieurs marques de farine précuite mais la plus connue est Harina PAN (es). 
Très populaire tant au Colombie qu'en Venezuela, l'arepa est un en-cas. Elle peut aussi être servie au petit déjeuner, accompagner le déjeuner (souvent avec une soupe) ou peut également être servie au dîner.

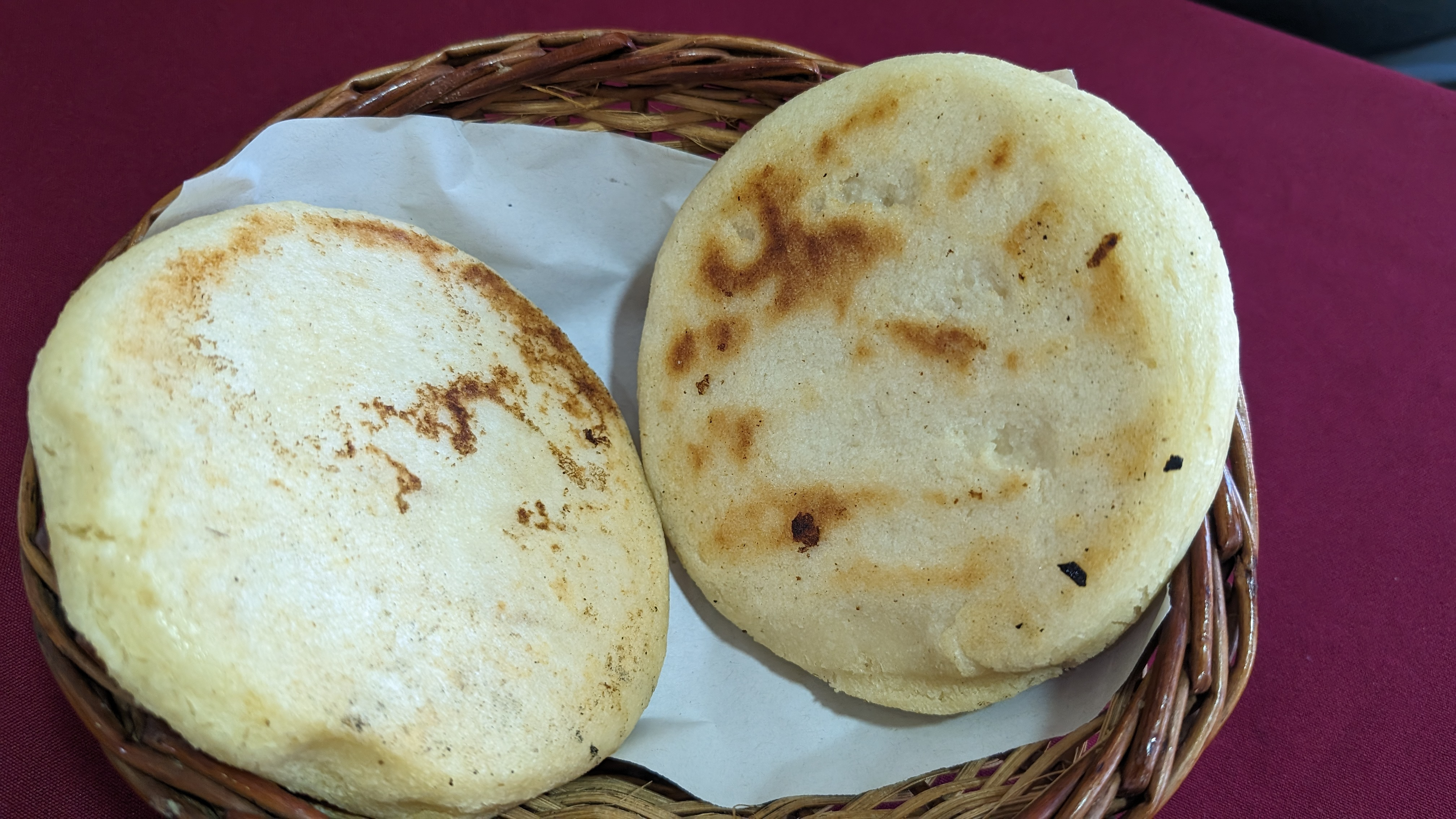
Arepas vénézuéliennes

Au Venezuela, l'arepa est le petit-déjeuner parfait pour les enfants vénézuéliens. C'est une coutume vénézuélienne pour de nombreux enfants de manger leurs arepas à la récréation le matin pendant les heures d’école. Ce plat est très populaire auprès des adolescents d'origine vénézuéliennes dans le monde entier, notamment dans les pays francophones, comme le Canada ou la France.
Une version classique au Venezuela est connue sous le nom de « Reina Pepiada » qui est servie en général avec de la volaille, de l'avocat et de la mayonnaise. Elle est le plus souvent consommée avec du fromage grillé et du beurre. 

## Europe
On retrouve les arepas aux Canaries et à Madère notamment par les flux migratoires entre les deux archipels et le Venezuela particulièrement.

## Histoire
Les arepas viennent de groupes autochtones du nord de l'Amérique du Sud, le plat a grandement évolué, car les premières versions étaient cuites directement sur le feu et avec peu de garnitures.
La mythologie indigène fait référence au maïs ou à l'épi de maïs et les décrit comme « un cadeau de Dieu ».